# هيرمينه شترلر
هيرمينه شترلر (بالألمانية: Hermine Sterler)‏ هي ممثلة ألمانية، ولدت في 20 مارس 1894 بشتوتغارت في ألمانيا، وتوفيت بنفس المكان في 25 مايو 1982.

## وصلات خارجية
- هيرمين ستيرلير على موقع IMDb (الإنجليزية)
- هيرمين ستيرلير على موقع ألو سيني (الفرنسية)
- هيرمين ستيرلير على موقع أول موفي (الإنجليزية)
- هيرمين ستيرلير على موقع قاعدة بيانات الأفلام السويدية (السويدية)
- هيرمين ستيرلير على موقع قاعدة بيانات الفيلم (الإنجليزية)